# Leptobasis
Leptobasis é um género de libelinha da família Coenagrionidae.
Este género contém as seguintes espécies:
- Leptobasis buchholzi (Rácenis, 1959)
- Leptobasis candelaria Alayo, 1968
- Leptobasis guanacaste Paulson, 2009
- Leptobasis lucifer (Donnelly, 1967)
- Leptobasis mauffrayi Garrison & von Ellenrieder, 2010
- Leptobasis melinogaster González-Soriano, 2002
- Leptobasis raineyi (Williamson, 1915)
- Leptobasis vacillans Hagen in Selys, 1877